# Sun Lady
Sun Lady，是台灣活躍於2013年至2015年間的四人女子團體，由孫協志培訓，從百人不斷篩選與淘汰，最後留下四人，分別為團長貝兒、副團長張琳、團員楹子及語恩，成為不動心娛樂旗下的簽約藝人。
2014年6月18日，發行首張迷你同名專輯《Sun Lady》正式出道。2015年8月，不動心娛樂公告，張琳和語恩因違約而遭公司退團。
2015年10月10日，不動心娛樂於臉書公告，貝兒、楹子目前於中國發展，並因公司規劃改變，合約到期後即未續約，Sun Lady正式解散。

## 團名由來與成員變動

### 團名由來
「Sun Lady」這個團名的概念，是出自於孫協志的構想，其名稱和含義主要分為兩個重點
- Sun的中文翻譯為太陽，團員們期許自己在舞台上的表現，能夠像太陽般的耀眼且充滿能量，並盡全力的帶給大家熱情與歡樂。
- Sun同時也是Sun Lady的老闆孫協志的姓「孫」的英文縮寫。由於Sun Lady是由不動心娛樂的總經理孫協志所獨力培訓出的第一組女子偶像團體，Sun這個單字對於Sun Lady的所有成員們和經紀公司來說，更是充滿意義且獨一無二的。

### 成員變動
2013年1月8日舉行不動心娛樂Sun Lady成軍發表會，正式公開此團體，當時成員為王淯（團長）、張琳（副團長）、楹子、陳葳、MIMI。舉辦完並未發表正式作品，而是持續做訓練。
2013年4月6日在官方臉書公告，陳葳、MIMI退出團體，並於5月2號加入貝兒、尹筑（後改名語恩），這時成員為王淯（團長）、張琳（副團長）、楹子、貝兒、尹筑，並持續訓練中，期間也在官方Youtube帳號發表過不少舞蹈影片。
2014年1月24日在官方臉書公告王淯退出團體，這時成員為貝兒（團長）、張琳（副團長）、楹子、尹筑（後改名語恩）。
2015年3月17日官方臉書公告Sun Lady前往中國工作，直到6月初短暫回到台灣。到了6月底貝兒、楹子再次前往中國北京工作，另兩位團員張琳、語恩於8月不動心娛樂公告因違約而遭公司退團，成員只剩貝兒、楹子。2015年10月10日隨著與公司未續約，Sun Lady正式解散。

## 成員
| 本名   | 藝名 | 英文名  | 生日(年齡)     | 加入時間         | 退出時間       | 備註                                               |
| ------ | ---- | ------- | -------------- | ---------------- | -------------- | -------------------------------------------------- |
| 林貝珊 | 貝兒 | Chelsea | 1985年5月9日   | 2013年5月2日     | 2015年10月10日 | 第二代團長                                         |
| 賴楹子 | 楹子 | Rita    | 1990年12月24日 | 2013年1月8日以前 | 2015年10月10日 |                                                    |
| 張虹羚 | 張琳 | LinLin  | 1990年11月9日  | 2013年1月8日以前 | 2015年8月      | 第一、二代副團長                                   |
| 張語恩 | 語恩 | Amber   | 1988年5月24日  | 2013年5月2日     | 2015年8月      |                                                    |
| 胡曉芳 | 王淯 | Phoena  | 1986年12月12日 | 2013年1月8日以前 | 2014年1月24日  | 第一代團長，是知名歌手藍如潔之女。正式發EP前即退出 |
| 游聖美 | Mimi | Mimi    | 1987年7月27日  | 2013年1月8日以前 | 2013年4月6日   | 正式發EP前即退出                                   |
| 陳葳   | 陳葳 | Vivi    | 1993年3月4日   | 2013年1月8日以前 | 2013年4月6日   | 正式發EP前即退出                                   |

### 貝兒
- 林貝珊（Chelsea Lin，1985年5月9日—），臺北人，畢業於真理大學財務金融學系，以「貝貝」之名曾為統一獅啦啦隊Uni Girls的一員，為Sun Lady的團長。

### 楹子
- 賴楹子（Rita Lai，1990年12月24日—），桃園人，畢業於治平高中、臺北市立教育大學，臺灣韻律體操國手，曾拿到許多優異成績，例如：義大利世界中學運動會棍棒與彩帶銅牌、94年全運會個人全能第一名、青少年奧林匹克運動會成隊第三名與個人第四名，並於2010年6月17日被美國有線電視新聞網（CNN）評選為30位亞洲最性感的體育明星之一(第12名)[7]。曾為大學生了沒之固定班底。

### 語恩
- 張語恩（Amber Chang，1988年5月24日—），彰化人，原本名張雅筑，原藝名尹筑[8]，加入Sun Lady前有展場表演經驗。

### 張琳
- 張琳 （Ilsa Chang，1990年11月9日—），高雄人，畢業於高雄市立四維國民小學、高雄市立五福國民中學、康寧醫護暨管理專科學校。

2006年8月11日曾加入我愛黑澀會成為黑澀會美眉之一，然而在同年8月25日「美眉淘汰賽」單元，當時原本準備舞蹈，卻因車禍無法跳舞而改以歌唱應戰，卻因為對於唱歌不擅長而被淘汰。不過張琳並未被打敗，反而更增進自己的歌唱與舞蹈，2009年10月10日參加我猜我猜我猜猜猜的「 歐買尬!! 髒鬼系美女」單元。
19歲時，加入喬傑立娛樂，並成為其培訓藝人，之後於2010年11月17日「喬傑立年度超級新團成軍發表會」上，宣布其為女團「Wonder４」團員之一，同團團員尚有陶嫚曼(當時名妍希)、李相林、以及小雪，然而後來因團員４人屬不同公司，彼此沒共識，還沒出道就解散。
2012年，隨著孫協志加入不動心娛樂。
2016年到2020年到深圳發展
，2020年回台創業，創立伊爾莎電商有限公司。

## 音樂作品

### 迷你專輯
| 專輯 | 專輯資料                                                                           | 曲目                                                                           |
| ---- | ---------------------------------------------------------------------------------- | ------------------------------------------------------------------------------ |
| 1st  | 首張迷你專輯《SUN LADY》 - 發行日期：2014年6月18日 - 語言：國語 - 發行者：華納音樂 | 曲目 1. 頒獎典禮 CEREMONY 2. 戀愛關鍵 LOVE KEYPOINT 3. 非誠勿擾 DO NOT DISTURB |

## 演出作品

### 迷你劇集
| 播出日期  | 頻道 | 劇名                    | 參與成員 |
| 2012-2-12 | 公視 | 公視人生劇展-辣妹釘孤支 | 張琳     |

## 主持

### 助理主持
| 撥出日期                                       | 頻道       | 節目名稱   | 參與團員 |
| 2010-7-2 2010-7-5 2010-7-15 2010-7-21 2010-9-3 | 三立都會台 | 國光幫幫忙 | 張琳     |

## 代言
| 代言年份  | 代言項目                                              |
| 2013年8月 | 參與演唱"媽媽監督核電聯盟"發起的反核主題曲-孩子的天空 |
| 2014年    | 電玩遊戲「戀舞」                                      |

## 通告
| 撥出日期   | 頻道        | 節目名稱       | 主題                                   | 來賓 |
| 2010-1-29  | 三立都會台  | 國光幫幫忙     | 國光幫超正運動美女來踢館！！           | 白雲、申東靖 運動美女：楹子、黃逸伶、張舒涵、羅佩雯、劉宜萍                                                     |
| 2010-11-19 | Channel [V] | 我愛黑澀棒棒堂 | 熱血運動會-史派蘿小姐來踢館            | 楹子（韻律體操）、怡萍（跆拳道）、Mina、Ann、Nikki                                                              |
| 2011-7-13  | Channel [V] | 校園SUPERMAN   | 超人蕭敬騰VS運動美女友誼賽             | 蕭敬騰 運動美女：楹子、李欣恩、黃潔伶、劉宜萍、郭婉君                                                           |
| 2012-5-11  | 中天娛樂台  | SS小燕之夜     | 誰說美女不愛運動?                      | 楹子、林立雪、吳佳穎、鄭婷君                                                                                    |
| 2013-3-7   | 衛視中文台  | 麻辣天后宮     | 超強團體舞爭霸賽！頂尖高手舞力殊死戰！ | 孫協志、陳建寧、A May、超有種樂團(Terry、黃柏語、布孟璇、師鈺婷、陳思函)、2*Sweet、台灣女孩、Sun Lady、J.K Star |
| 2013-6-1   | 中視        | 萬秀豬王       |                                        | 戴愛玲、高慧君、翁立友、五木寬、小亮哥、王彩樺、孫協志、Sun Lady、潘麗麗、李如麟                                |
| 2013-6-20  | 中天娛樂台  | SS小燕之夜     | 伯樂難尋？還是千里馬難遇？             | 孫協志、Sun Lady、陽帆、Julie、嚴藝丹                                                                           |
| 2013-11-2  | 中視        | 萬秀豬王       |                                        | 葉勝欽、林秀琴、澎恰恰、孫協志、林智勝、Sun Lady、陽帆、黃思婷、賀一航、曾志豪                                  |
| 2014-1-17  | 中天娛樂台  | 康熙來了       | 女子團體勾心鬥角大對決                 | 2*Sweet、Shake It Baby、Twinko、Sun Lady、Weather Girls                                                         |
| 2014-3-2   | 中視        | 最強大國民     | 新生代最強女團生存戰                   | 2 Sweet、Sun Lady 評審：劉真、納豆、小馬、許效舜、沈玉琳、曲家瑞、LuLu                                          |
| 2014-3-10  | 衛視中文台  | 歡樂智多星     | 激戰!!最強女子舞團                     | Sun Lady、LADYZ、眼花撩亂                                                                                       |
| 2014-6-14  | 三立都會台  | 超級接班人     |                                        | Sun Lady |
| 2014-6-17  | 衛視中文台  | 歡樂智多星     |                                        | Sun Lady、陳葳                                                                                                  |
| 2014-6-20  | 三立都會台  | 完全娛樂       | Live                                   | Sun Lady |
| 2014-6-23  | 超視        | 私房話老實說   | 成名到底有多難                         | Sun Lady、Twinko、City魅 況明潔、沈玉琳、賴薇如                                                                 |
| 2014-6-23  | 緯來綜合台  | 來自星星的事   |                                        | Sun Lady、劉爾金、貝童彤、夏和熙                                                                                |
| 2014-6-26  | MTV台       | 我愛偶像       |                                        | Sun Lady |
| 2014-6-26  | 三立台灣台  | 青春好七淘     |                                        | Sun Lady |
| 2014-7-4   | 中天娛樂台  | 康熙來了       | 2014年度新人團體殘酷舞台               | 沈玉琳、李佑群、王治平、藍波、何厚華 團體：Oppas、City魅、麻辣女生、Sun Lady、Ice Man、超級天團                 |
| 2014-7-5   | 年代新聞台  | 逍遙年代       | 名人逍沙咪之Sun Lady瘋世足             | Sun Lady |
| 2014-7-11  | 中天娛樂台  | TVBS哈新聞     |                                        | Sun Lady |
| 2014-7-16  | 中天綜合台  | 真的！了不起   |                                        | Sun Lady、高山峰、王以璐、亞美將、于顥                                                                          |
| 2014-7-19  | 年代新聞台  | 逍遙年代       | 名人逍沙咪之Sun Lady急凍樂園           | Sun Lady(缺尹)                                                                                                  |
| 2014-7-19  | 衛視中文台  | 瘋神無雙       | 來去明星家住一晚                       | Sun Lady、孫協志                                                                                                |
| 2014-7-21  | 八大綜合台  | 娛樂百分百     | 微運動舞蹈大賽                         | 百分百女孩(酒令、哈娜)、陳彥允、Sun Lady、惡武 評審：潘若迪、融融                                               |
| 2014-7-23  | 八大綜合台  | 娛樂百分百     | 百分百大對抗                           | Sun Lady、LADYZ                                                                                                 |
| 2014-7-26  | 華視        | 天才衝衝衝     | 會演是英雄、聯想TEMPO、跳跳TEMPO       | Sun Lady、吳鳳、張立東、無尊、林又立、郭彥均、白雲、嚴立婷、陳德烈                                              |
| 2014-8-1   | 中天綜合台  | 大學生了沒     | 今夏吃這就對味！夏日夢幻創意冰品大賽   | Sun Lady(缺尹)                                                                                                  |
| 2014-9-7   | 民視        | 綜藝大集合     | 宜蘭-冬山 中秋特別節目                 | Sun Lady、張文綺、Terry、語飛、王上豪                                                                           |
| 2014-10-16 | 三立        | 國光幫幫忙     | 女團為什麼都這麼ㄍㄧㄣ                 | Sun Lady |
| 2014-11-10 | 八大綜合台  | 娛樂百分百     | 跨界合作達人秀                         | 鯰魚哥&無雙樂團、威廉&其實我們不專業、Sun Lady&吳冠達、愷樂&Ethereal                                            |

| 日期       | 活動名稱                                             | 地點                 | 藝人 |
| 2014-8-17  | 農來趣淘嘉年華 103年中壢市休閒農業暨資源回收宣導活動 | 中壢市中正公園       | Sun Lady、李玉璽、陳彥允、畢書盡、朱俐靜、陳勢安                                                                        |
| 2014-9-27  | 中華三菱野餐音樂匯                                   | 彰化縣溪州費茲洛公園 | Sun Lady、韋禮安、徐佳瑩、光引擎、熊寶貝樂團                                                                            |
| 2014-10-11 | 2014臺灣國際豬腳節-水漾樂活狂放趴蹄                  | 屏東千禧公園         | 活動主持人：圓圓、劉俊峰 表演名單：Sun Lady、潘嘉麗、李佳薇、丁噹、李國毅、嚴爵、李愛綺                                 |
| 2014-10-12 | 2014臺灣國際豬腳節-水漾樂活狂放趴蹄                  | 屏東千禧公園         | 活動主持人：圓圓、劉俊峰 表演名單：Sun Lady、家家、王詩安、畢書盡、李玉璽、朱俐靜 MP魔幻力量                            |
| 2014-10-15 | 文化陸生迎新晚會                                     | 文化大學             | Sun Lady、曾沛慈 |
| 2014-10-23 | 2014北科大迎新演唱會---"遇見" 你和我                 | 台北科技大學         | 活動主持人：莎莎 表演名單：周定緯、八三夭、卓文萱、白安、謝和弦、吳汶芳 楊程鈞、Sun Lady、傅又宣                        |
| 2014-10-26 | 明星公益棒球賽                                       | 天母棒球場           | Sun Lady |
| 2014-10-26 | 萬民點天香，合境祈安康                               | 武郡山清聖宮         | Sun Lady、詹雅雯、林宗興、楊靜、陳曉菁、李明洋                                                                          |
| 2014-11-15 | 《戀舞》亞洲盃電競演唱會                             | NEO STUDIO 5樓展演館 | 活動主持人：徐展元、解婕翎 表演名單：Sun Lady、安心亞、JPM                                                              |
| 2014-12-2  | 尊重他意性別無礙 103學年度迎新演唱會                 | 德霖技術學院         | 主持人：辰大天 表演名單：周定緯、炎亞綸、頑童MJ116、徐佳瑩、玖壹壹、卓文萱、Sun Lady 謝和弦、曾沛慈、于文文、MP魔幻力量 |
| 2014-12-14 | <音為有你>愛在公益音樂會                             | 中原大學音樂廳       | 表演名單：Sun Lady、李育倫、吳美賢、王中平                                                                              |
| 2014-12-31 | 跨年嗨Five摩幻煙火秀                                 | 美麗華1樓水舞廣場    | 主持人：大愷 表演名單：Sun Lady、慢慢說樂團(利得彙、沈志方)、李玉璽、林凡、孫盛希 陳零九、Echo                          |
| 2015-3-8   | <好客迎春> 苗栗客家文化園區春節活動                  | 苗栗客家文化園區     | 表演名單：Sun Lady、藝苓舞集、FOCA福爾摩沙馬戲團                                                                        |

## 新聞連結
- Sun Lady寂寞久超渴愛　孫協志放話要鑑定（页面存档备份，存于） 今日傳媒 2014年8月3日
- Sun Lady禁愛2年 男友得先給孫協志鑑定聯合新聞網 2014年8月3日
- 孫協志帶領Sun Lady 為高雄祈禱默哀（页面存档备份，存于）大紀元 2014年8月3日